# Claes Andersson (jurist)
Claes Andersson, född den 19 november 1859 i Järstorps socken, Jönköpings län, död den 13 oktober 1923 i Stockholm, var en svensk jurist.
Andersson blev student vid Lunds universitet 1879 och avlade examen till rättegångsverken där 1884. Han blev vice häradshövding 1887, tillförordnad fiskal i Göta hovrätt 1892, adjungerad ledamot där samma år, ordinarie fiskal där 1893, assessor där 1895, assessor i Svea hovrätt 1896, hovrättsråd där 1904 och divisionsordförande där 1912. Andersson blev riddare av Nordstjärneorden 1905 och kommendör av samma orden 1918.